# Гартвуд Гаус
Гартвуд Гаус (англ. Hurtwood House) — міжнародна школа-пансіон для старшокласників у віці від 15 до 18 років.

## Розташування
Гартвуд Гаус розташовується у селі Голббурі-Сент-Марі поблизу містечка Доркінґ, графство Суррей, за 40 км від Лондона.

## Історія
Гартвуд Гаус засновано у 1970 році Річардом Джексоном. Навчання у Гартвуд Гаус спрямоване на творчий розвиток учнів. Школа створена для тих, хто прагне присвятити своє життя творчості, стати акторами, телеведучими, співаками, композиторами, режисерами та сценаристами, професійними танцюристами, художниками і дизайнерами.

## Опис
Територія школи становить майже 200 гектарів. У школі навчається 360 учнів, майже половина з яких є іноземцями. Учні Гартвуд Гаус мешкають у п'яти шкільних резиденціях, в кімнатах на одного, двох чи трьох учнів. Співробітники Гартвуд Гаус забезпечують цілодобовий контроль за учнями. Територія Гартвуд Гаус складається з навчальних корпусів та майстерень, лабораторій, бібліотеки, мультимедійних студій, спортивних майданчиків. Зали оснащені всім необхідним інвентарем. Працює тренажерний зал, спортивні секції. Учні займаються у творчих майстернях та студіях.
Школа та її освітні програми для здобуття сертифікатів GCSE  та IGCSE акредитовані в Кембриджській системі міжнародного екзаменування. Офіційні свідоцтва про освітньо-кваліфікаційні рівні визнаються та приймаються університетами і роботодавцями практично в усьому світі як об'єктивні свідчення про успішність. До таких країн відносяться країни Європейського Союзу, Північної Америки, Північної Африки, ПАР, Австралія та Нова Зеландія, а також, усі країни, що підписали Лісабонську конвенцію про визнання, у тому числі, і Україна, яка підписала цю конвенцію 11.04.1997, і ввела в дію з 01.06.2000.

## Відомі випускники
- Емілі Блант — англійська акторка.
- Емілі Бічем — англійська акторка.
- Леа Вуд — англійська співачка та фотомодель.
- Еліс Еванс — англійська акторка.
- Том Місон — англійський актор.
- Том Люсі — британський веслувальник, олімпійський медаліст.
- Джек Г'юстон — англійський актор.
- Ганс Ціммер — німецький композитор.
- Бен Чаплін — англійський актор.